# Kriminalfall Julia Kührer
Der Kriminalfall Julia Kührer begann mit dem plötzlichen Verschwinden der 16-jährigen Julia Kührer (* 29. Mai 1990; † 2006) aus Pulkau (Niederösterreich) im Juni 2006. Die daraufhin beginnende Suche blieb erfolglos. Am 30. Juni 2011 wurde ihr Skelett in einem Keller in Dietmannsdorf (Gemeinde Zellerndorf), unweit von Kührers Heimatort, gefunden.

## Chronologie

### Verschwinden
Julia Kührer verschwand am Dienstag, dem 27. Juni 2006 spurlos. Sie wurde zuletzt um zirka 13.30 Uhr desselben Tages beim Verlassen eines Busses gesehen. Danach soll sie sich mit drei jungen Leuten unterhalten haben, die aus einem silbernen PKW stiegen. Daraufhin verlor sich ihre Spur. Julia Kührers Handy wurde zuletzt in der 20 Kilometer entfernten Bezirkshauptstadt Horn geortet, wo sie die Schule besuchte. Die Polizei geht davon aus, dass sie es dort verlor.
Am Wochenende davor hatte Kührer mit zwei Freundinnen das Donauinselfest und am selben Abend eine Motocross-Veranstaltung im nahegelegenen Ort Schrattenthal besucht. Da sie laut Aussagen kein Motorrad-Fan gewesen sein soll und dorthin keine Freunde mitnahm, mutmaßten die Ermittlungsbehörden, dass Kührer jemanden auf dem Donauinselfest kennengelernt haben könnte, mit dem sie sich bei der Motocross-Veranstaltung traf.

### Suche
Die Suche nach Kührer gestaltete sich äußerst schwierig, da die Ermittler kaum Anhaltspunkte fanden. In der Hoffnung auf eine schnelle Aufklärung startete ein größeres Medienecho, in vielen Orten Niederösterreichs und in Wien wurden Flugblätter ausgehängt. Dennoch tappte die Polizei jahrelang im Dunkeln. Erst 2010 führten erste Hinweise in die Drogenszene, nachdem die zuständigen Behörden gemeinsam mit der Stadt Pulkau in einer gemeinsamen Aktion die Jugendlichen des Ortes in die Ermittlungen einbezogen hatten.
Am 10. Mai 2010 kam es im Bezirk Horn zur Festnahme einer 27-jährigen Frau, ihres 21-jährigen Bruders und ihres 26-jährigen Ex-Freundes. Zentrale Bedeutung maß die Anklagebehörde einem Telefonat bei, das der Ex-Partner der 27-Jährigen am 1. Mai 2010 mit dieser führte und das auf Basis einer gerichtlich bewilligten Rufdatenüberwachung von der Sonderermittlergruppe „Zielfahndung Vermisste“ abgehört wurde. Die Ermittler interpretierten den Inhalt des Telefonats als Indiz dafür, dass die drei Festgenommenen Kenntnisse über Julias Verschwinden haben mussten. Im Telefonat wurde vom 26-Jährigen unter anderem die Sorge geäußert, dass ein von den Ermittlungsbehörden verhörter Ex-Freund Kührers „alle verpfiffen“ habe. Auch die Ergebnisse einer Rufdatenerfassung machten die Ermittler stutzig. Demnach war Julia Kührer mit ihrem Mobiltelefon etwa 45 Minuten, nachdem sie zum letzten Mal am Hauptplatz in Pulkau gesehen wurde, in unmittelbarer Nähe zum Wohnsitz der Großeltern des 26-Jährigen eingeloggt. Der Staatsanwaltschaft zufolge handelte es sich bei den drei Personen vermutlich um jene, mit denen sich Kührer kurz vor ihrem Verschwinden unterhalten hatte. Weiter wurde gemutmaßt, Kührer könne durch eine von ihnen verabreichte Überdosis Drogen ums Leben gekommen und ihre Leiche von den dreien versteckt worden sein.
Die Festnahme durch das Einsatzkommando Cobra am frühen Morgen wurde später vom Oberlandesgericht Wien für rechtswidrig erklärt. Rechtsanwalt Johannes Öhlböck, der den 26-Jährigen vertrat, sprach von unangemessener Gewaltanwendung. So wurde die Türe, die der 26-Jährige gerade öffnen wollte, gewaltsam aufgebrochen und der Verdächtige sofort niedergetreten, obwohl er bereits mit erhobenen Händen dagestanden sein soll. Sein Schäferhundmischling wurde von den Beamten mit 18 Schüssen aus drei Dienstwaffen getötet. Bei den drei Festgenommenen wurden synthetische Drogen, darunter auch sogenannte K.-o.-Tropfen, und eine Gaspistole sichergestellt. Allen dreien konnte allerdings trotz diverser Indizien wie Zeugenaussagen, die die Verhafteten zusammen mit Kührer gesehen haben wollen, keine direkte Verbindung zum Fall nachgewiesen werden, weshalb sie wieder freigelassen wurden. Die Ermittlungen führten allerdings mittelbar zur Zerschlagung eines Netzwerks, das Drogen aus Tschechien nach Österreich geschmuggelt hatte.

### Fund
Am Abend des 30. Juni 2011 betraten zwei Passanten ein Grundstück von Michael K., die angaben, dort einen verloren gegangenen Ball gesucht zu haben. Während des laufenden Prozesses gaben die Passanten jedoch an, das Gelände bewusst nach Kührer abgesucht zu haben. Im Erdkeller des Geländes fanden sie Knochen, woraufhin sie die Polizei alarmierten. Am Tag darauf wurden die Knochen als die sterblichen Überreste der vermissten Julia Kührer identifiziert. Am 2. Juli wurde das gesamte Skelett von Kührer gefunden. Außerdem fand man Kleidungsreste und ein teilweise verbranntes Englisch-Lexikon sowie Tage darauf Reste einer ebenfalls teilweise verbrannten Decke. Eine Untersuchung der sterblichen Überreste ergab, dass Kührer bereits zum Zeitpunkt ihres Verschwindens im Jahr 2006 starb. Der Fundort war gemäß der Untersuchung jedoch nicht der Tatort. Ein Tod durch Fremdeinwirkung konnte bei der Autopsie nicht zweifelsfrei festgestellt werden, der zuständige Gerichtsmediziner ging jedoch mit an Sicherheit grenzender Wahrscheinlichkeit davon aus. Nach über einem halben Jahr forensischer Untersuchungen wurden die sterblichen Überreste Kührers im Februar 2012 beigesetzt.
Nach dem Fund nahm die Polizei den Grundstücksbesitzer Michael K. in Gewahrsam. Michael K. zog 2006 direkt nach dem Verschwinden Kührers nach Wien. Er hatte zuvor in Pulkau eine Videothek betrieben, die als Treffpunkt für Jugendliche galt und in der Nähe von Kührers elterlicher Wohnung lag. Dem damals 50-Jährigen wurde Interesse an jungen Frauen nachgesagt. Einige Indizien wie der Besitz eines silbernen PKW schienen auf Michael K. zuzutreffen. Er selbst bestritt sämtliche Vorwürfe und behauptete, nichts mit dem Fall zu tun zu haben. Kührer habe er nur „vom Sehen“ gekannt. Er vermutete, einer seiner Feinde könnte die Leiche auf seinem Grundstück abgelegt haben. Aus Mangel an handfesten Beweisen wurde er wenige Tage später entlassen. Am 15. Juli legte die Staatsanwaltschaft Korneuburg eine Beschwerde gegen die Enthaftung von Michael K. aufgrund dringenden Tatverdachts ein. Das Oberlandesgericht Wien lehnte die Beschwerde jedoch aufgrund mangelnder Beweise ab.
Die Ermittlungen wurden in der Folge weiter vorangetrieben, Michael K. blieb der Hauptverdächtige. Eine Überprüfung von Michael K.s Auto auf DNA-Spuren des Opfers blieb erfolglos. Im April 2012 wurde bekannt, dass eine genaue Analyse der Decke, in die die Leiche Kührers eingewickelt war, eine vielversprechende Spur ergab. Es handelte sich demnach um ein seltenes Fabrikat, das von einer einzelnen Firma vertrieben wurde. Die Ermittlungsbehörden versprachen sich von einer Überprüfung der Käufer neue Hinweise. Einen Monat später wurde jedoch die Einstellung der Ermittlungen angekündigt.
Im Dezember 2012 wurde Michael K. erneut verhaftet, nachdem auf der Decke seine DNA-Spuren gefunden worden waren. Die darauffolgende Anklage der Staatsanwaltschaft wurde rechtskräftig, der Prozessbeginn wurde für September 2013 festgelegt.

### Prozess
Im September 2013 befand ein Geschworenengericht am Landesgericht Korneuburg Michael K. mit 7:1 Stimmen des Mordes an Julia Kührer schuldig und verurteilte ihn zu lebenslanger Haft. Am 7. März 2014 entschied das Oberlandesgericht Wien über die Berufung und reduzierte die Strafe auf 20 Jahre.